# Obock (Region)
Obock (arabisch أوبوك Awbūk, DMG Aubūk) ist eine Region im Norden von Dschibuti. Sie ist benannt nach ihrem Hauptort Obock, weitere Orte sind Khor Angar bzw. Laʼassa. Obock hat etwa 27.000 Einwohner, die größtenteils zum Volk der Afar gehören.
Der Ort Obock war zunächst Ausgangspunkt der französischen Kolonialisierung Dschibutis, wurde dann jedoch zugunsten der Stadt Dschibuti aufgegeben. Das Gebiet wurde anfangs als Teil der Region Tadjoura verwaltet, 1963 wurde die Region Obock als eigene Region abgetrennt.
Sie grenzt im Nordwesten an Eritrea, im Südwesten an die Region Tadjoura und im Osten an das Rote Meer, das Bab al-Mandab und den Golf von Aden. 
In der Region gibt es viele Salzseen. Der Fluss We'ima Wenz bildet die Grenze zu Eritrea. 2008 kam es nahe der Küste und der vorgelagerten Insel Doumeira zu Grenzkonflikten zwischen Dschibuti und Eritrea.